# Атанас Георгиев (спортен педагог)
Проф. д-р Атанас Ангелов Георгиев е български спортен педагог, учител, треньор, преподавател и деятел на физическото възпитание и спорта, в частност – спортно ориентиране.

## Биография
Атанас Георгиев е роден в Бургас на 30 април 1947 година. През 1966 година завършва Техникум по строителство и архитектура „Кольо Фичето“ – Бургас.
От 1968 г. до 1971 г. е студент във Висшия инженерно строителен институт – София, където за периода 1970 – 1971 г. е председател на съвета по спорт. През 1974 година завършва висшето си образование във Висшия институт за физическа култура – ВИФ „Георги Димитров“ – София. От 1974 до 1990 г. е треньор и старши треньор на българските национални отбори юноши и девойки, мъже и жени. От 1974 г. до 1980 г. е преподавател по ориентиране и психология на спорта в Средното специално спортно училище, по-късно Техникум за физкултура и спорт – с. Правец. От 1980 г. до 1992 г. е асистент, старши асистент и главен асистент във филиала на СУ „Св. Кл. Охридски“ Благоевград, Висшия педагогически институт и Югозападния университет „Неофит Рилски“ – Благоевград.
От 1992 г. до 1994 г. е заместник-председател на Комитета за младежта и спорта към Министерския съвет на Република България. От 1994 г. до 1997 г. е главен асистент в Югозападния университет „Н. Рилски“ в Благоевград. От 1997 г. до 2000 г. е заместник-председател на Комитета за младежта, физическото възпитание и спорта към Министерския съвет на Република България.
От 1999 г. е доцент в Югозападния университет „Н. Рилски“ в Благоевград. От 2000 г. до 2006 г. е главен експертен сътрудник и съветник в XXXVIII, XXXIX и XL народно събрание. От 2006 г. до 2013 г. е ръководител на катедра Теория и методика на физическото възпитание в Югозападния университет „Н. Рилски“ Благоевград. От юни 2011 г. е професор в ЮЗУ „Н. Рилски“ Благоевград.
От 2003 г. до 2019 г. е председател на Българската федерация по ориентиране. От 2010 г. до 2014 г. е заместник-председател на Българската асоциация Спорт за всички. От основаването през 2005 г. е главен редактор на списание „Bg Ориентиране“ – информационно и научно-методично издание на Българската федерация по ориентиране.

## Книги
- Ориентиране за всички (1989)
- Ранното обучение по ориентиране (1990)
- Модели на спортната подготовка по ориентиране (2010)
- Организация и управление на физическото възпитание и спорта (2015)
- Магията на ориентирането (2023)